# Дагаев, Лев Николаевич
Лев Николаевич Дагаев — советский хозяйственный, государственный и политический деятель.

## Биография
Родился в 1930 году в Туле. Член КПСС.
Окончил Тульский механический институт.
В 1952—1953 — мастер Орловского завода текстильного машиностроения.
В 1953—1964 — мастер, старший мастер, начальник цеха, секретарь парткома Тульского машиностроительного завода
В 1964—1967 — первый секретарь Пролетарского райкома КПСС города Тулы
В 1967—1977 — председатель Тульского горисполкома
В 1977—1990 — начальник Приокского территориального управления Госснаба СССР.
Делегат XXV съезда КПСС.
Умер в 2002 году в Туле.

## Награды
- Орден Трудового Красного Знамени (дважды)
- Орден Дружбы народов (12.06.1981)
- Орден Знак Почёта